# Jeppe Aakjær
Jeppe Aakjær (Skive, dia 10 de Setembro de 1866 — Jenle, dia 22 de Abril de 1930) foi um escritor dinamarquês. Aakjær escreveu romances sobre a a sua Jutlândia natal de temática popular e grande força expressiva, assim como compôs alguns poemas. As suas obras principais foram: Die kinder des Zorms (1904), Gärende Kräfte (1916), Filhos da ira, a saga de um criado (1904). Sua primeira esposa foi a autora Marie Bregendahl, conhecida pela sua obra regionalista. De 1907 até sua morte viveu em sua própria fazenda, Jenle (dialeto da Jutlândia para "só") escrevendo poesias e prosas e apreciando uma crescente popularidade.